# Tulsa
Tulsa è la seconda città più grande dello Stato dell'Oklahoma e la 47ª città più popolosa degli Stati Uniti. A luglio 2018, la popolazione era di 403 035 abitanti, con un aumento di 10 591 abitanti rispetto a quello riportato nel censimento del 2010. È il comune principale dell'area metropolitana di Tulsa, una regione con 991 561 residenti nella MSA e 1 231 458 nella CSA. La città funge da capoluogo della contea di Tulsa, la contea più densamente popolata dell'Oklahoma, con lo sviluppo urbano che si estende nelle contee di Osage, Rogers e Wagoner.
Tulsa fu fondata tra il 1828 e il 1836 da una tribù di nativi americani conosciuta come Lochapoka Band of Creek. Per la maggior parte del XX secolo, la città ha avuto il soprannome di "capitale mondiale del petrolio" (Oil Capital of the World) e ha svolto un ruolo importante come uno dei più importanti centri per l'industria petrolifera americana.
Nel 1921 Tulsa fu teatro di disordini razziali al termine dei quali si registrarono circa 300 vittime e 10.000 senzatetto.
Storicamente, un robusto settore energetico ha alimentato l'economia di Tulsa; tuttavia, oggi la città si è diversificata e i settori trainanti comprendono finanza, aviazione, telecomunicazioni e tecnologia. Due istituti di istruzione superiore all'interno della città hanno squadre sportive presso la NCAA Division I, la Oral Roberts University e l'Università di Tulsa.
È situata sul fiume Arkansas tra le Osage Hills e ai piedi delle Ozark Mountains nel nord-est dell'Oklahoma, una regione dello stato nota come "Green Country". Considerato il centro culturale e artistico dell'Oklahoma, Tulsa ospita due musei d'arte di fama mondiale, compagnie operistiche e di balletto professionali a tempo pieno e una delle maggiori concentrazioni di architettura art déco della nazione. La città è stata definita una delle più grandi città americane vivibili da Partners for Livable Communities, Forbes e Relocate America. fDi Magazine nel 2009 ha classificato la città all'ottavo posto negli Stati Uniti per le città del futuro. Nel 2012, Tulsa è stata classificata tra le 50 migliori città degli Stati Uniti da BusinessWeek.

## Geografia fisica
Secondo lo United States Census Bureau, ha un'area totale di 200,98 mi² (520,54 km²).

## Società

### Evoluzione demografica
Secondo il censimento del 2010, la popolazione era di 391 906 abitanti.
L'ultima stima ufficiale disponibile del 2018, indica una popolazione di 403 035 abitanti.

### Etnie e minoranze straniere
Secondo il censimento del 2010, la composizione etnica della città era formata dal 62,6% di bianchi, il 15,9% di afroamericani, il 5,3% di nativi americani, il 2,3% di asiatici, lo 0,1% di oceanici, l'8,0% di altre etnie, e il 5,9% di due o più etnie. Ispanici o latinos di qualunque etnia erano il 14,1% della popolazione.